# Jacques Hall
Jacques Hall is een gehucht in het Engelse graafschap Essex, gelegen nabij Bradfield. Jacques Hall werd voorheen Manston genoemd en komt in het Domesday Book (1086) voor als 'Manestuna'. In die tijd telde de plaats 5 huishoudens. In de moderne tijd was er een instelling voor gehandicapten gevestigd (The Spastics Society). Het complex bestond op dat moment uit een woonhuis van rond 1830 en een 16e-eeuwse schuur, waarin een werkplaats voor de bewoners was gevestigd.  Vanaf 1988 was er een school voor voortgezet speciaal onderwijs gevestigd, die eind 2011 is gesloten. Thans wordt het complex (mede) gebruikt als vakantiewoning.